# Paraphaenocladius maurus
Paraphaenocladius maurus är en tvåvingeart som beskrevs av Ole Anton Saether och Wang 1995. Paraphaenocladius maurus ingår i släktet Paraphaenocladius och familjen fjädermyggor.
Artens utbredningsområde är Algeriet. Inga underarter finns listade i Catalogue of Life.